# Zygmunt William Birnbaum
Pour les articles homonymes, voir Birnbaum.
Zygmunt William (Bill) Birnbaum (né le 18 octobre 1903 à Lemberg en Autriche-Hongrie – 15 décembre 2000 à Seattle, États-Unis) est un mathématicien ukrainien. Zygmunt Birnbaum a travaillé dans les domaines de l'analyse complexe et fonctionnelle et des statistiques.

## Biographie
Zygmunt Birnbaum, fils d'Isaac et Lina Birnbaum, est né à Lemberg en Autriche-Hongrie. Il a poursuivi ses études secondaires à Lwów et Vienne. Il a commencé des études de droit à Lwów en 1925, sans abandonner les mathématiques. Il a enseigné dans un lycée de Lwów dans les années 1925-1929, tout en étudiant sous la direction de Stefan Banach et de Hugo Steinhaus. Puis il a continué ses études de mathématiques à Göttingen. En 1931, il a travaillé pour une compagnie d'assurance-vie d'abord à Vienne puis à Lwów. À la suite de la faillite de la compagnie, Birnbaum a émigré aux États-Unis en 1937 pour fuir l'Europe incertaine et s'est installé à Seattle où il a rapidement intégré l'université de Washington pour une carrière de plus de soixante ans.
Il était membre de l’Institute of Mathematical Statistics, de la Société américaine de statistique et de l’Institut international de statistique.
Avec Eugene Lukacs (en), il a fondé au début des années 1960, l'Academic Press Series in Probability and Statistics.
Son nom est attaché aux espaces de Birnbaum-Orlicz, ainsi qu'à la distribution de Birnbaum–Saunders (en).

## Distinction
En 1984, Birnbaum a reçu le prestigieux prix Samuel Wilks de la Société américaine de statistique.

## Source
- (it) Cet article est partiellement ou en totalité issu de l’article de Wikipédia en italien intitulé « Zygmunt William Birnbaum » (voir la liste des auteurs).